# Tenshin Shōden Katori Shintō-ryū

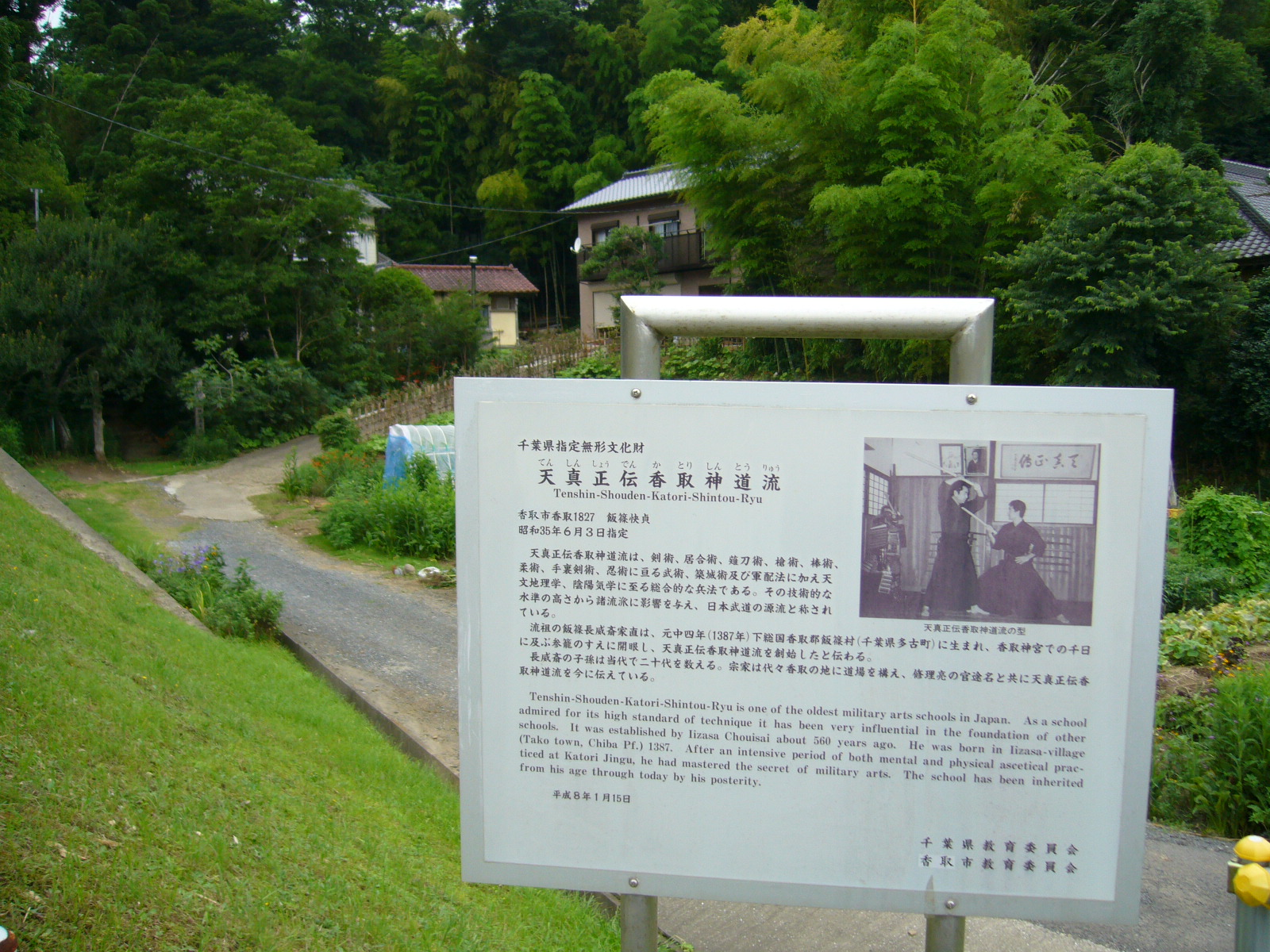
Schild eines Dōjō für Tenshin Shōden Katori Shintō-ryū in Japan

Tenshin Shōden Katori Shintō-ryū (天真正伝香取神道流) ist eine der ältesten Schwertschulen in Japan. Das Honbu Dōjō befindet sich in Katori, Chiba.

## Geschichte

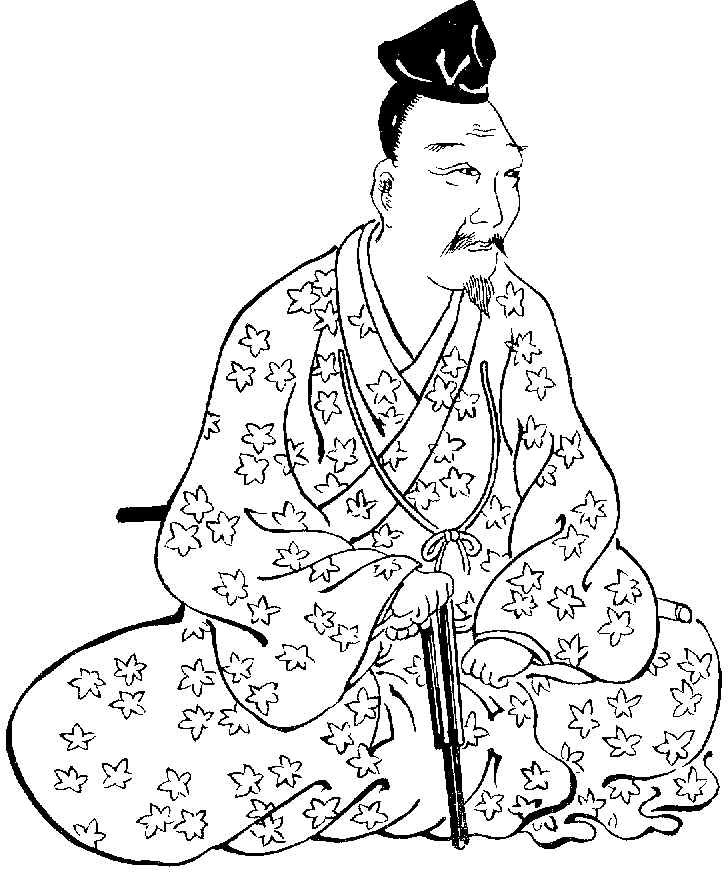
Iizasa Chōisai Ienao, Begründer des Tenshin Shōden Katori Shintō-ryū

Tenshin Shōden Katori Shintō-ryū wurde zwischen 1447 und 1450 durch Iizasa Chōisai Ienao (1387–1488) gegründet und bis 1898 von Generation zu Generation weiter vererbt. Der Stil hat seit ihrer Gründung eine sehr enge Bindung zum Katori-jingū, da Iizasa Chōisai im Traum dem im Schrein angebeteten Futsu-nushi begegnet sein soll. Dieser soll Chōisai in die Geheimnisse der Kriegskunst eingeweiht haben, die in der Katori Shintō-ryū überliefert werden sollen. Da der 18. Sōke Shuri-no-Suke Morisada im 19. Jahrhundert unerwartet ohne männliche Nachkommen verstarb, wurde Tenshin Shōden Katori Shintō-ryū die folgenden zwanzig Jahre durch ein Kollegium aus acht Experten geleitet. Seither existiert auch eine Trennung der Titel Sōke und Shihanke. Der derzeitige Sōke der 20. Generation ist Iizasa Shūri-no-suke Yasusada, und Shihanke  war, bis zu seinem Tod 2021, Risuke Ōtake.

## Lehrinhalte
Im Tenshin Shōden Katori Shintō-ryū erlernen die Schüler Kenjutsu, Iaijutsu, Bojutsu, Naginatajutsu, Sojutsu, Jūjutsu und Shurikenjutsu.

## Lehrlinien

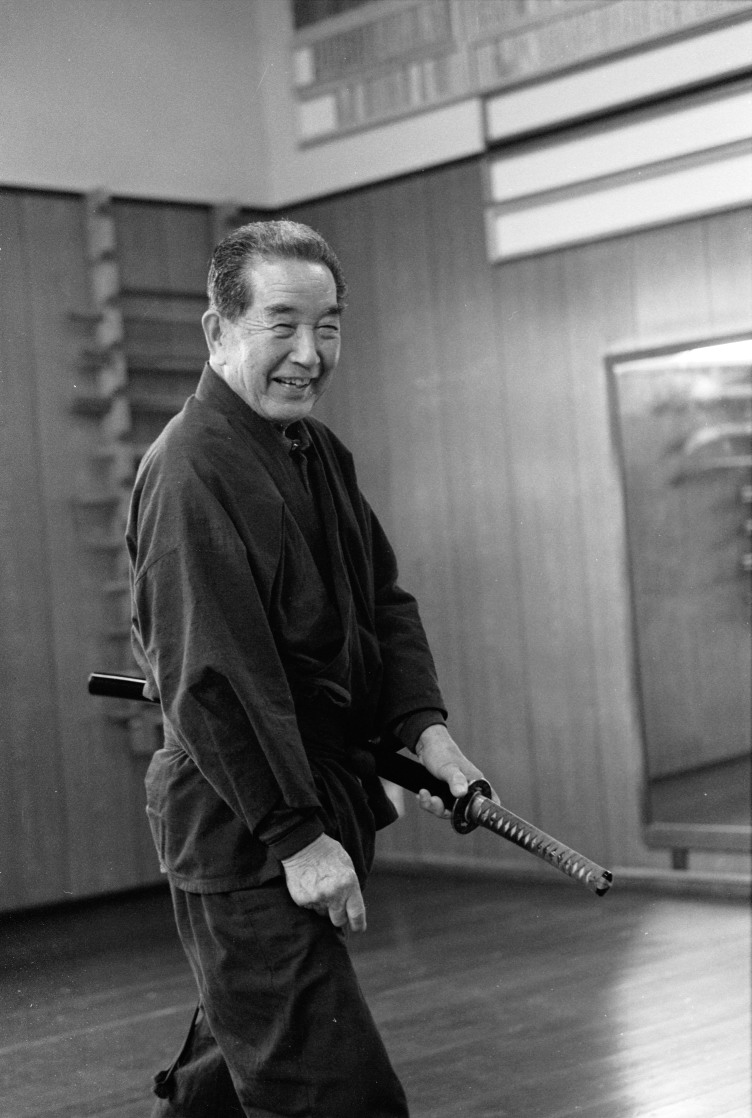
Risuke Ōtake, 2012

Da der Sōke des Tenshin Shōden Katori Shintō-ryū die Tradition aus gesundheitlichen Gründen selber nicht mehr unterrichten kann, fällt diese Aufgabe Shigetoshi Kyoso (jüngster Sohn von Risuke Ōtake) und Yukihiro Sugino als Lehrer zu. Dabei vertreten beide Lehrer verschiedene Lehrlinien, die sich über die ca. 600 Jahre alten Geschichte der Tradition herausgebildet haben und sich äußerlich zum Teil unterscheiden. Beide haben jedoch eine enge Beziehung zum Sōke und haben die entsprechende Lehrerlaubnis.

### Vertreter in Deutschland
Sowohl Shigetoshi Kyoso als auch Yukihiro Sugino haben in Deutschland Schüler und entsprechende Zweig-Dōjō. Der Vertreter von Yukihiro Sugino in Deutschland ist Ulf Rott (5. Dan) aus Leer. Offizieller Vertreter (Menkyo/Shidōsha) von Shigetoshi Kyoso in Deutschland ist Kevin Russ, der Training in Ismaning gibt.

### Andere Lehrlinien
Neben Shigetoshi Kyoso und Yukihiro Sugino existieren noch andere Personen, die Katori Shintō-ryū unterrichten, jedoch keine Beziehung mehr zum Sōke haben. So unterrichtet Risuke Ōtake noch immer mit seinem älteren Sohn Nobutoshi Ōtake im Shinbukan Dojo in Narita. Die Vertretung des Narita Dojo in Deutschland findet durch Sebastian Graetz in Berlin statt. Die Organisation Katori Shintō-ryū Hatakeyama-ha wurde von Hatakeyama Goro gegründet. Sugawara Sogo Budo Katori Shinto-ryu wurde von Tetsutaka Sugawara gegründet, einem ehemaligen Schüler von Risuke Ōtake.